# 学校法人総持学園
学校法人総持学園（がっこうほうじんそうじがくえん）は、神奈川県横浜市鶴見区に本部のある学校法人。曹洞宗大本山總持寺山内にある。

## 学校
- 鶴見大学
- 鶴見大学短期大学部
- 鶴見大学附属中学校・高等学校
- 鶴見大学短期大学部附属三松幼稚園